# Baladou
Baladou är en kommun i departementet Lot i regionen Occitanien i södra Frankrike. Kommunen ligger i kantonen Martel som tillhör arrondissementet Gourdon. År 2022 hade Baladou 391 invånare.

## Befolkningsutveckling
Antalet invånare i kommunen Baladou
| Referens: INSEE |